# Conventie van Kontich

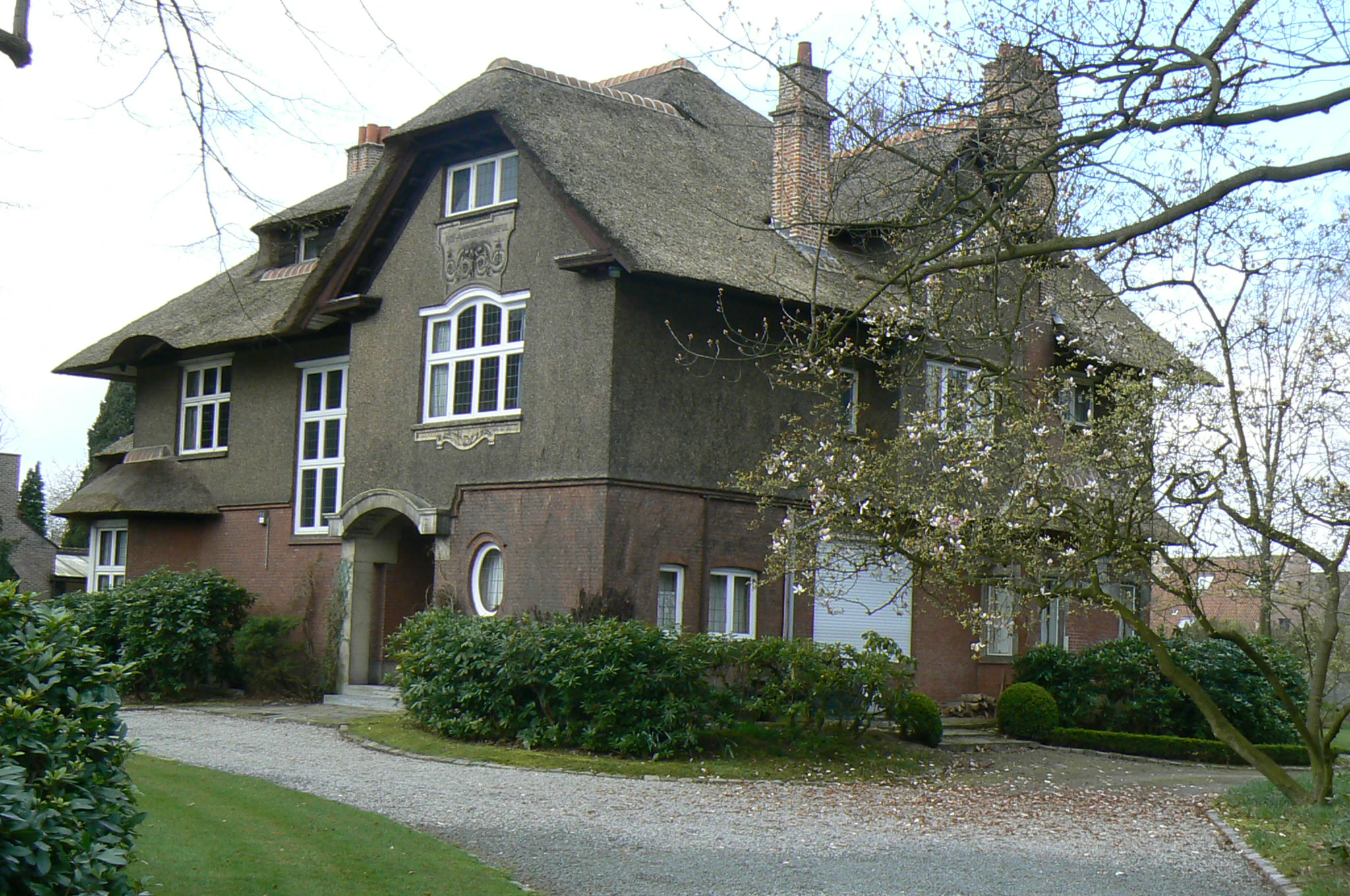
Villa Rest and be thankful waar de Conventie van Kontich werd getekend

De Conventie van Kontich is het verdrag tot overgave van de stad Antwerpen aan het Duitse leger tijdens de Eerste Wereldoorlog.
Het verdrag werd getekend op 9 oktober 1914 in villa Rest and be Thankful aan de Antwerpsesteenweg te Kontich nadat Antwerpen in de nacht van 7 op 8 oktober zwaar onder vuur was genomen door het Duitse leger. De onderhandelingen werden gevoerd tussen enerzijds generaal Hans von Beseler en anderzijds toenmalig burgemeester van Antwerpen Jan De Vos, volksvertegenwoordiger Louis Franck en senator Alphonse Ryckmans. Onder bedreiging van verdere bombardementen werden alle eisen van de bezetter ingewilligd en trok het Belgische leger zich terug achter de IJzer. De dag volgend op de ondertekening van dit verdrag werd de militaire capitulatie op het Antwerpse stadhuis ondertekend.